# Antin Mohylnyckyj
Antin Mohylnyckyj, cyrilicí Антін Могильницький, též Anton Lubicz-Mogilnicki (3. března 1811 Pidhirki – 13. srpna 1873 Jablunka), byl rakouský řeckokatolický duchovní, básník a politik ukrajinské (rusínské) národnosti z Haliče, v 60. letech 19. století poslanec rakouské Říšské rady.

## Biografie
Pocházel z rodiny řeckokatolického duchovního. Studoval na škole v Kaluši. V roce 1840 absolvoval lvovský teologický seminář. Později působil jako duchovní v obci Jablunka v Bohorodčanském rajónu, kde žil až do své smrti. V roce 1838 začal publikovat. Přispíval do listu Ruska trijcja (Руська трійця). Psal básně a zabýval se výzkumem ukrajinského jazyka. Tvořil ve stylu romantismu.
V 60. letech se s obnovou ústavního systému vlády zapojil i do vysoké politiky. V zemských volbách byl zvolen na Haličský zemský sněm, kde zastupoval kurii venkovských obcí, obvod Bohorodčany. Zemským poslancem byl do roku 1866.
Působil také coby poslanec Říšské rady (celostátního parlamentu Rakouského císařství), kam ho delegoval Haličský zemský sněm roku 1861 (Říšská rada tehdy ještě byla volena nepřímo, coby sbor delegátů zemských sněmů). 13. května 1861 složil slib. V době svého parlamentního působení se uvádí jako rytíř Anton Lubicz-Mogilnicki, řeckokatolický děkan v obci Babče. Spolu s biskupem Spyrydonem Lytvynovyčem patřil mezi hlavní obhájce zájmů Rusínů v Haliči.
V závěru života se stáhl z politického dění.